# モオレア・プロドゥケンス

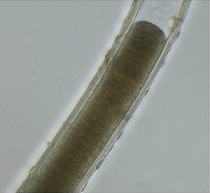
Moorea producensのフィラメント

Moorea producensは、Moorea属の藍藻の一種である。以前は、形態学的な類似性からL. majusculaに分類されていた熱帯海洋性株が含まれている。これらの株は遺伝的な証拠に基づいて分離された。属名は、リングビアトキシンを初め、シアノトキシンの研究に貢献したハワイ大学のRichard E. Mooreに、種小名は多くの代謝産物を産生することに因む。M. producensは海草上で生育し、ヒトの皮膚に炎症を起こすseaweed dermatitis（海草皮膚炎）の原因の一つである。オーストラリアではfireweed、ハワイではstinging limuとしても知られている 。
汚染や魚類の乱獲によりこの生物の流行が増加しているようにみえる。窒素や人間の廃棄物といった栄養源は雨や下水などにより海に流れ込む。これらの栄養源は微生物を増加させ、その結果水中の酸素濃度が低下する。微生物を捕食する魚の減少も微生物の増加を後押しする。藍藻（シアノバクテリア）は進化的に低酸素環境に最適化されている。M. producensは異型細胞やニトロゲナーゼ遺伝子を持たず、窒素固定を行わない。
M. producensはリングビアトキシンAやその他の抗菌・細胞毒性物質（ラキサフィシンA, B; クラシンA）を生産し、毒性を示す。
2010年5月から6月にかけてオーストラリアのダーウィン港でM. producensの大量発生が起こった。

## 推薦文献
- “Lyngbya”.   Protist Information Server. 2007年6月21日閲覧。
- Nicholas John Osborne (2004). Investigation of the toxicology and public health aspects of the marine cyanobacterium, Lyngbya majuscula (PDF) (Ph.D. thesis). University of Queensland. p. 246 pp.